# 野村哲子
野村 哲子（のむら さとこ）は、日本の箏曲演奏家・三味線奏者である。

## 略歴
- 愛知県名古屋市生まれ。箏曲家・作曲家 父野村正峰に師事。
- 1984年　NHK邦楽技能者育成会第29期卒業
- 1989年　文化庁新進芸術家国内研修員として富樫教子に師事
- 1997年1月　「野村祐子作品集」に出演
- 1997年2月　「ひとり幻」　栄芝　に出演
- 2000年4月　「野村正峰作品集 第一集」に出演
- 2002年3月　「美吉野／野村正峰作品集 第二集」、「胡笳の歌/野村正峰作品集 第三集」に出演
- 2004年7月　「かえるのゴム靴」／野村峰山作品集」に出演
- 2005年10月　「端唄 根岸悦子 Ⅳ」に箏で出演。ほか「野村正峰作品展」（カセットテープ、CD）にも出演
- 2015年3月現在　箏曲正絃社家元補佐。
- 2015年4月「温故育新～古きをたずね、新しきを育む2015正絃社創立５０周年記念春の公演」日本特殊産業市民会館ビレッジホール出演
- 2015年12月6日　都山流尺八都香社（川井恍山主宰）発会55周年記念演奏会　　ゲスト　石垣清美、坂田梁山、二代石垣征山　野村峰山　野村祐子　野村哲子　高松市あなぶきホール
- 2019年4月　2019正絃社春の公演（日本特殊陶業市民会館ビレッジホール）出演。　後援　愛知県教育委員会　公益財団法人日本伝統文化振興財団　公益財団法人名古屋市文化振興事業団　公益社団法人日本三曲協会　愛知文化芸術協会

## 箏四重奏 KOTO絃奏団
- 野村哲子、藤崎浩子、榎阿礼、高木真奈美の箏アンサンブルグループ。
- 関東地方を中心に演奏活動を行っている。